# Aulacidea brevicornis
Aulacidea brevicornis is een vliesvleugelig insect uit de familie van de echte galwespen (Cynipidae). De wetenschappelijke naam van de soort is voor het eerst geldig gepubliceerd in 1981 door Dyakonchuk.